# Gosport
För andra betydelser, se Gosport (olika betydelser).
Gosport (engelskt uttal: [ˈɡɒspɔːrt]) är en stad i grevskapet Hampshire i södra England. Staden är huvudort i distriktet med samma namn och ligger på den västra sidan av Portsmouth Harbour, mittemot staden Portsmouth. Det är en hamnstad, belägen på Englands sydkust. Tätorten (built-up area) hade 70 131 invånare vid folkräkningen år 2021.
Staden var tidigare känd för sina hamnbefästningar, och senare för sina stora proviantmagasin och skrädderiverkstäder.